# Komatsu Nunatak
Komatsu Nunatak är en nunatak i Antarktis. Den ligger i Östantarktis. Nya Zeeland gör anspråk på området. Toppen på Komatsu Nunatak är 1 840 meter över havet, eller 199 meter över den omgivande terrängen. Bredden vid basen är 5,4 km.
Terrängen runt Komatsu Nunatak är platt åt sydväst, men åt nordost är den kuperad. Trakten är obefolkad. Det finns inga samhällen i närheten.